# Chameleon Circuit
Chameleon Circuit war eine Band aus London, deren Musik sich thematisch an der Fernsehserie Doctor Who orientiert. Ihre Mitglieder waren bereits vor der Gründung 2008 durch die Videoplattform YouTube einem größeren Publikum bekannt.

## Geschichte
Angeregt durch das vor allem in den USA populäre Genre Wizard Rock, das sich mit der Handlung der Harry-Potter-Romane auseinandersetzt, veröffentlichte Alex Day den an die BBC-Serie Doctor Who angelehnten Song „An Awful Lot Of Running“ auf seinem YouTube-Kanal nerimon. Das Video war mit über 100.000 Zugriffen erfolgreich, so dass Day gemeinsam mit drei Freunden im August 2008 die Band Chameleon Circuit gründete, die ausschließlich – so die Eigenbezeichnung – Time Lord Rock (kurz: Trock) spielen sollte.
Die Gruppe begann bald mit den Aufnahmen zu ihrem ersten Album, wobei jedes der Bandmitglieder eigene Songs beisteuerte. Veröffentlicht wurde Chameleon Circuit am 1. Juni 2009 auf DFTBA Records, das auf die Veröffentlichung von durch YouTube populär gewordene Musik spezialisiert ist. In den ersten zwei Wochen nach der Veröffentlichung wurden mehr als 1000 Stück verkauft, die Band vom offiziellen Doctor Who Magazine interviewt. Im Zuge der Veröffentlichung des zweiten Albums wurde bekannt, dass die Produktion des selbstbetitelten Debüts aufgrund von Streitigkeiten mit dem Produzenten abgebrochen werden musste. Das Album erschien Charlotte McDonnell zufolge dadurch verspätet und nur in Rohfassung.
Bis Ende 2010 war es anschließend ruhig um die Band, ihre Mitglieder waren als Solo-Musiker oder in anderen Gruppierungen aktiv. So veröffentlichte Day zwei Alben und spielte einige Zeit zusammen mit McDonnell in der Band Sons of Admirals. Dieser nahm ebenfalls sein Solo-Debüt auf, das im Dezember 2010 erschien. Anschließend kündigten Chameleon Circuit ein neues Album für 2011 an.
Im April 2011 gab McDonnell den Ausstieg von Chris Beattie bekannt, ersetzt wurde er durch Ed Blann, der ebenso wie Day und McDonnell bei den Sons of Admirals aktiv war. Produziert wurde Still Got Legs von dem US-Amerikaner Michael Aranda, der für die Aufnahmen nach London zog. Nach einem Urlaub in Frankreich verweigerte ihm das Vereinigte Königreich für zwei Monate die Wiedereinreise, so dass die Arbeiten an dem Album unterbrochen werden mussten. Mit Hilfe einer Online-Petition, die von 50.000 Fans unterzeichnet wurde, gelang es der Band, die Erlaubnis für einen einwöchigen Aufenthalt Arandas in London zu erreichen. Somit hatte dieser die Möglichkeit, nach Abschluss der Produktion seine Rückkehr in die USA vorzubereiten. Die weiteren Aufnahmen wurden zuvor mit Unterstützung des Getränkeherstellers Red Bull in Frankreich fortgesetzt.
Still Got Legs wurde bereits Anfang Juni im Rahmen von zwei Veranstaltungen interessierten Fans vorgestellt, bevor es am 12. Juni auf DFTBA Records erschien. Auf der von Apple betriebenen Musikplattform iTunes stieg die Veröffentlichung auf Platz 50 der Album-Charts, in der Kategorie „Rock-Album“ auf Rang 4.

## Diskografie

### Alben
- 2009: Chameleon Circuit (CD/Download, DFTBA Records)
- 2011: Still Got Legs (CD/Download, DFTBA)

### Sampler-Beiträge
- 2009: „Exterminate Regenerate“ auf DFTBA Records, Volume One (CD/Download, DFTBA)
- 2009: „Type 40 (Acoustic)“ auf Trock On! (CD/Download, DFTBA)